# Antonio Franić
Antonio Franić (Split, 17. svibnja 1983.) je hrvatski kazališni, televizijski i filmski glumac.

## Filmografija

### Televizijske uloge
- "Najbolje godine" kao don Gabrijel Kos (2011.)
- "Pod sretnom zvijezdom" kao Robi (2011.)

### Filmske uloge
- "Aleksi" kao Elvis (2018.)
- "Savršen dan" kao vojnik na pohranu (2015.)

### Sinkronizacija
- "Coco i velika tajna" kao Gustavo (2017.)
- "Majstor Mato" kao Gospon Nenadić (2017.)
- "Sezona lova: Lud od straha" kao Serge (2016.)
- "Spužva Bob Skockani: Spužva na suhom" (2015.)
- "Zvjezdani ratovi: Pobunjenici" kao Kanan Jarus (2015.)
- "Violetta" kao Gregorio Casal (2015.)
- "Doktorica Pliško" kao Dokin tata (2015.)
- "Rio 2" kao Roberto (2014.)
- "Super špijunke" kao Skip Joystick (2013.)
- "Čudovišta sa sveučilišta" kao Ante (2013.)
- "Zambezija" kao Nikica (2012.)
- "Barbie predstavlja Palčicu" kao Evan (2009.)

## Vanjske poveznice
- Antonio Franić u internetskoj bazi filmova IMDb-u (engl.)
- Stranica na Kazalište-Dubrovnik.hr  Arhivirana inačica izvorne stranice od 5. ožujka 2011. (Wayback Machine)